# Asa Akira
Asa Akira (n. 3 ianuarie 1985, New York City, New York, SUA) este o actriță de pornografie americană și regizoare de film pentru adulți. Către mai 2016, Akira apăruse în peste 505 de filme pentru adulți. În 2013, a devenit a treia actriță de origine asiatică (după Asia Carrera și Stephanie Swift) care a câștigat Premiul AVN pentru cea mai bună actriță porno. Ea a găzduit primele două ediții ale Premiilor Pornhub.